# Eggflue
Die Eggflue (auch Pfeffingerfluh) ist mit 688 m ü. M. einer der Gipfel eines bewaldeten Bergrückens, der als einer von mehreren Bergen in dieser Region den Namen Blauen trägt.

## Beschreibung und geographische Lage
Die Eggflue befindet sich im westlichen Teil des Kantons Basel-Landschaft. Der Bergrücken bildet die Grenze der Orte Pfeffingen im Nordosten und Nenzlingen im Südwesten.

## Eggfluetunnel
Unter der Eggflue führt ein 2790 Meter lange Tunnel der H 18 durch, der einen wichtigen Verkehrsknotenpunkt in der Region darstellt.

## Aussichtspunkt
Am Nordhang Richtung Pfeffingen fällt der Berg steil ab, so dass sich ein Panoramablick über den westlichen Teil des Kantons Basel-Landschaft sowie über den Kanton Basel-Stadt bis hin nach Lörrach (Deutschland) ergibt.
Neben einer Schautafel mit den Ortsnamen der Umgebung, einer kleinen Grillstelle und einem Geocache befindet sich am Aussichtspunkt auch ein Gedenkstein für die Heimatdichterin Alice Meyer-Haberthür (1908–1988) mit ihrem Gedicht My liebi Eggflueh.